# Earl Lovelace
Earl Lovelace (geb. 1935 in Toco, Trinidad) ist ein trinidadischer Schriftsteller und Dramatiker. Er war der künstlerische Leiter des Carifesta-Festivals.

## Leben
Von frühester Kindheit an wuchs er bei seinen Großeltern in Tobago auf, zog aber zu seiner Familie in seine Heimatstadt Toco, als er elf Jahre alt war. Seine Familie zog später nach Belmont (Port of Spain) und schließlich nach Morvant.
Er sammelte Erfahrungen im journalistischen Bereich, da er von 1953 bis 1954 für den Trinidad Guardian arbeitete. Anschließend trat er von 1954 bis 1956 in die Abteilung für Forstwirtschaft ein und arbeitete anschließend zehn Jahre lang in der Abteilung für Landwirtschaft der Inseln. In den USA absolvierte er ein Hochschulstudium an der Howard University in Washington und anschließend an der Johns Hopkins University in Baltimore, wo er einen Masterabschluss erwarb. Anschließend lehrte er an mehreren amerikanischen Universitäten, bevor er 1982 nach Trinidad und Tobago zurückkehrte, wo er als Kolumnist für den Trinidad Express arbeitete und Artikel für verschiedene Zeitschriften schrieb.
In seinen Werken behandelt er das Trauma von Rassismus und Diskriminierung. Er schreibt Romane im lokalen trinidadischen Dialekt. Seine bekanntesten Bücher sind While Gods Are Falling (1965), The Dragon Can't Dance (1979; dt. unter dem Titel Drachentanz) und Salt (1996).

Über das letztgenannte Werk heißt es unter Publishers Weekly: 

„Mit einer Sprache, die so üppig ist wie das Laub von Trinidad, und Dialogen, die so lebendig sind wie die Karibik, schafft Lovelace eine Parabel, die auf jede Nation zutrifft, die mit ungelösten Rassenproblemen kämpft, und auf jedes Volk, das sich von seiner Vergangenheit befreien will.“

Earl Lovelace erhielt zahlreiche Ehrungen und Auszeichnungen, darunter den Commonwealth Writers’ Prize (Best Book, 1997) für Salt und den OCM Bocas Preis für karibische Literatur.
Der Autor Funso Aiyejina machte sich um die Dokumentation des Lebens und Schaffens von Earl Lovelace verdient, er drehte einen Film über ihn und schrieb eine Biographie (2017, University of the West Indies Press). Er ist auch der Herausgeber von A Place in the World: Essays and Tributes in Honour of Earl Lovelace @ 70 (2008) und Earl Lovelace: Growing in the Dark (Selected Essays) (2003).

## Werke (Auswahl)
- While Gods Are Falling (1965)
- The Dragon Can't Dance (1979)
  - Der Drachentanz. Bornheim-Merten: Lamuv-Verlag, 1984, Dt. Erstausg., 1. Aufl., Dialog Dritte Welt
- Salt (1996)